# Universitat de Torí
La Universitat de Torí (en piemontès Università ëd Turin, en italià Università degli Studi di Torino, UNITO) és la universitat de la ciutat de Torí, al Piemont.

## Història
Va ser fundada com un estudi el 1404. Entre 1427 i 1436 va ser traslladada a Chieri i Savigliano. Va ser tancada el 1536, per a ser restablerta pel duc Emanuele Filiberto. Al començament del segle xviii, la universitat va ser de nou reorganitzada, i el Collegio delle Provincie va ser fundat per a estudiants de fora de la ciutat.

## Organització
La universitat es divideix en les següents 12 facultats
- Facultat d'Agricultura
- Facultat d'Economia
- Facultat d'Educació
- Facultat d'Idiomes Estrangers i Literatura
- Facultat de Dret
- Facultat de Filosofia i Lletres
- Facultat de Matemàtiques, Física i Ciències Naturals
- Facultat de Medicina i Cirurgia
- Facultat de Farmàcia
- Facultat de Ciències Polítiques
- Facultat de Psicologia
- Facultat de Veterinària